# Noriaki Sugiyama
Noriaki Sugiyama (杉山 紀彰 Sugiyama Noriaki, sinh ngày 9 tháng 3 năm 1976) là một diễn viên lồng tiếng người Nhật. Anh được biết đến nhiều nhất với vai Uchiha Sasuke trong Naruto, Uryū Ishida trong Bleach, Shirō Emiya trong Fate/Stay Night, và England trong Axis Powers Hetalia.